# Línies de Nazca
Les línies de Nazca són unes línies i geoglifs fetes a terra situades al desert de Nazca, un altiplà àrid que s'allarga uns 85 quilòmetres entre les ciutats de Nazca i Palpa, a les pampes de Jumana, al Perú. Van ser descobertes el 1927, i són inscrites a la llista del Patrimoni de la Humanitat de la UNESCO des del 1994.
Van ser creades per la cultura Nazca entre el 200 aC i el 600 dC. Hi ha centenars de figures individuals amb diferents nivells de complexitat. Es pot trobar des de línies simples fins a dibuixos estilitzats de colibrís, aranyes, micos i sargantanes. Les línies de Nazca només es poden reconèixer com a figures coherents des de l'aire. Encara que se suposa que el poble Nazca mai hauria pogut veure les seves creacions, hi ha hagut molta especulació sobre les habilitats i les motivacions dels constructors.
La investigadora Maria Reiche (1903-1998) va ser una de les primeres científiques que va estudiar el fenomen i que va contribuir al coneixement i a la seva conservació. La fundació alemanya que va crear-se dins de la Universitat politècnica de Dresden (HTW Dresden) i que porta el seu nom, «Dr. Maria Reiche - Linien und Figuren der Nasca-Kultur in Peru», actua per protegir i conservar aquest conjunt que des de decennis sofreix destruccions per la construcció de carreteres, el trànsit desordenat i visitants poc respectuosos.
A finals del 2019, uns científics japonesos de la Universitat Yamagata van identificar a les Línies de Nazca i els seus voltants 142 nous geoglifs, d'entre els anys 100 a.C. i 300 d.C, que van sumar-se a la cinquantena de figures descobertes feia poc més d'un any. Els experts japonesos van emprar imatges d'alta resolució i intel·ligència artificial per tal d'identificar els geoglifs, que presenten formes humanes, plantes i animals. Els científics van recalcar la urgència d'accelerar el procés de protecció de la zona, ja que les àrees urbanes en expansió l'envaeixen i afecten a la seva preservació.

## Ubicació
L'altiplà alt i àrid s'estén per més de 80 km entre les ciutats de Nazca i Palpa a la Pampa de Jumana, aproximadament 400 km al sud de Lima. És un entorn d'altiplans àrids i rocosos, sense terres de conreu. 

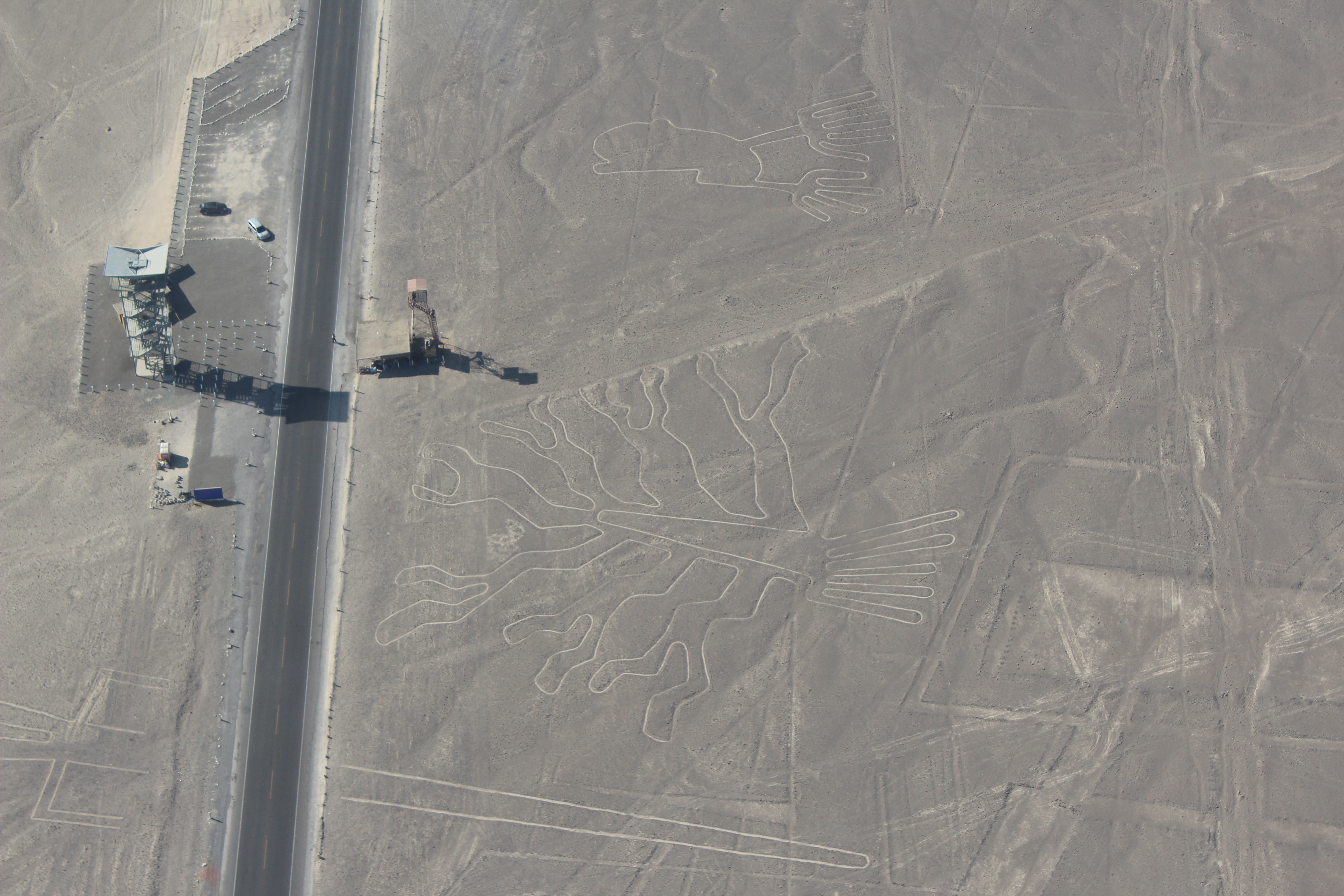
Torre d'observació a la carretera Panamericana Sud.

La carretera principal PE-1S de la Panamericana Sud hi discorre paral·lelament. La principal concentració de figures es troba en un rectangle de 10 per 4 km, al sud del llogaret de San Miguel de la Pascana. En aquesta zona hi són visibles els geoglifs més notables, tot i que alguns foren malmesos per les obres de la Panamericana, en particular el Llangardaix, el qual va ser literalment tallat en dos pel traçat de la carretera.
San Miguel de la Pascana acull el Museu Maria Reiche i Nazca el Museu Antonini, tots dos dedicats parcialment als geoglifs.

## Història
La primera menció escrita coneguda dels geoglifs es troba al llibre Crònica del Perú del conqueridor Pedro Cieza de León de l'any 1553, tot i que hi apareixen com a rastres de petjades. Van experimentar un ressorgiment d'interès quan van ser redescobertes l'any 1927 per l'arqueòleg peruà Toribio Mejia Xesspe que aleshores explorava la vall de la ribera Nazca.

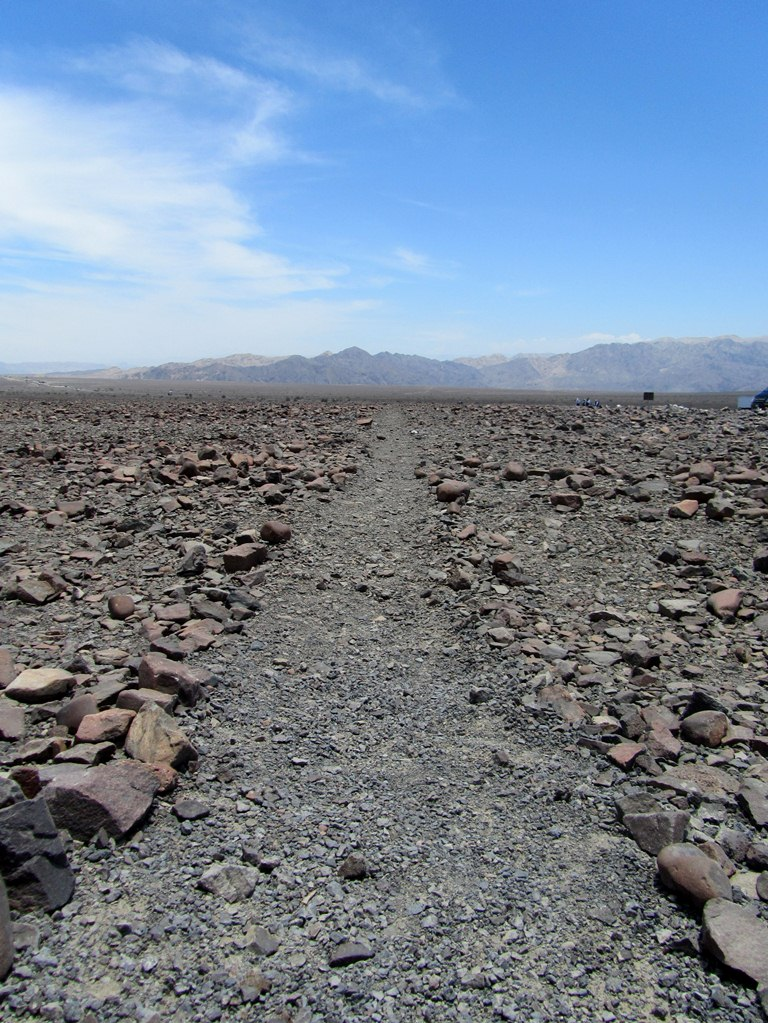
Solc netejat materialitzant les línies.

L'antropòleg nord-americà Paul Kosok va ser el primer que les va estudiar sobrevolant-les l'any 1939, mentre treballava a les xarxes d'aqüeductes circumdants. Primer va pensar que formaven part d'un sistema de reg, després va plantejar la hipòtesi d'un calendari astronòmic gegant. Kosok no parlava castellà i va buscar un traductor que li facilités la recerca. A Lima va conèixer a Maria Reiche, una traductora alemanya que parlava diversos idiomes i estava aprenent quítxua.
Junts, van començar a cartografiar les línies de Nazca el 1941. Després de l1948, Maria Reiche va continuar aquest cens en solitari, dedicant la major part de la seva vida (va morir als 95 anys el 1998 a Lima) a l'estudi arqueològic i la preservació d'aquests geoglifs.
El 8 de desembre de 2014,activistes de Greenpeace van mostrar un missatge prop de les línies de Nazca que va provocar l'ira del govern peruà, el qual va anunciar accions legals contra l'organització.

### Nous descobriments
Des del 2004, un equip japonès, dirigit pel professor Masato Sakai de la Universitat de Yamagata, va dur a terme investigacions in situ. L'octubre de 2012 va establir un laboratori permanent a Nazca, l'Institut Nazca, i l'abril de 2015 va signar un conveni amb el Ministeri de Cultura del Perú per estudiar i ajudar a protegir els geoglifs. Des de l'any 2006, l'equip ha anunciat periòdicament el descobriment de geoglifs desconeguts, la majoria d'ells molt més petits (habitualment de 5 a 15 m) que els més famosos:
- Abril 2006: un centenar de geoglifs geomètrics (rectes i triangles);
- Gener 2011: un cap humà (4 × 3 m) i un animal (7 × 3 m).[13]
- Abril 2013: dos humans, al centre de l'altiplà de Nazca.
- Abril 2014: 17 animals “petits” (de 5 a 10 m), identificats com a llames.
- Juliol 2015: 24 animals semblants als descoberts el 2014, en una regió adjacent.[14]
- Abril 2016: un “animal llegendari que treu la llengua” de 30 m de llarg.[15]
- Novembre de 2019: s'haurien trobat 143 línies noves, d'entre 5 i 100 metres de llargada, que representen figures humanes, animals o formes geomètriques.[16]

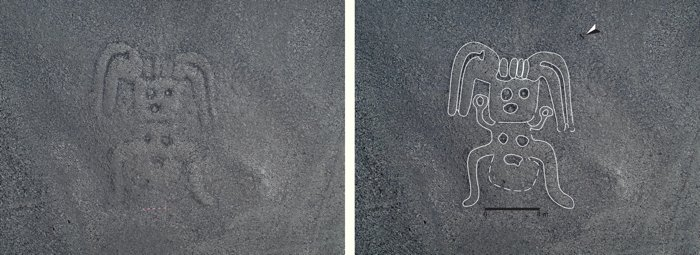
Geoglif humanoide (aprox. 10 metres de llarg) descobert per l'equip de la Universitat de Yamagata.

La majoria d'aquests descobriments requereixen mitjans moderns de detecció o processament (escaneig 3D, algorismes de processament d'imatges) i no sempre són visibles a simple vista.
L'agost de 2014, arran d'una tempesta de sorra, Eduardo Herrán Gómez de la Torre, arqueòleg i pilot d'avió, va descobrir noves figures (entre elles una serp, un camèlid i un ocell) durant un vol d'inspecció realitzat a la comarca d'Ica.
L'abril de 2018, es van descobrir 50 nous geoglifs, les línies dels quals eren massa primes per poder ser vistes a simple vista des del terra, gràcies a drons i dades de satèl·lit. Aquests geoglifs, que representen principalment guerrers, van ser dibuixats en part pels nazcas entre el 200 aC i 700 dC, tanmateix alguns podrien haver estat realitzats pels Paracas entre el 500 aC i 200 dC. Si això fos així i els geoglifs s'haguessin dibuixat entre el 500 aC i el 300 aC, l'antiguitat del lloc seria més remota del que es creia. El govern peruà ha pres mesures per ampliar la zona de protecció de la UNESCO a aquests nous geoglifs, ja que es troben als vessants propers a l'àrea protegida però fora d'aquesta.

## Descripció
Els nazca van fer les figures a gran escala, probablement utilitzant processos geomètrics senzills com la quadrícula. Les piles trobades al Gran Rectangle (300 piles per a aquest rectangle de 800 m de llarg i 100 m d'amplada) semblen confirmar que aquests dibuixos eren traçats per una simple quadrícula: el dibuix s'esquadrava i després es traslladava al terra, on s'hi havien disposat cordes que reproduïen els mateixos quadrats a una escala més gran.

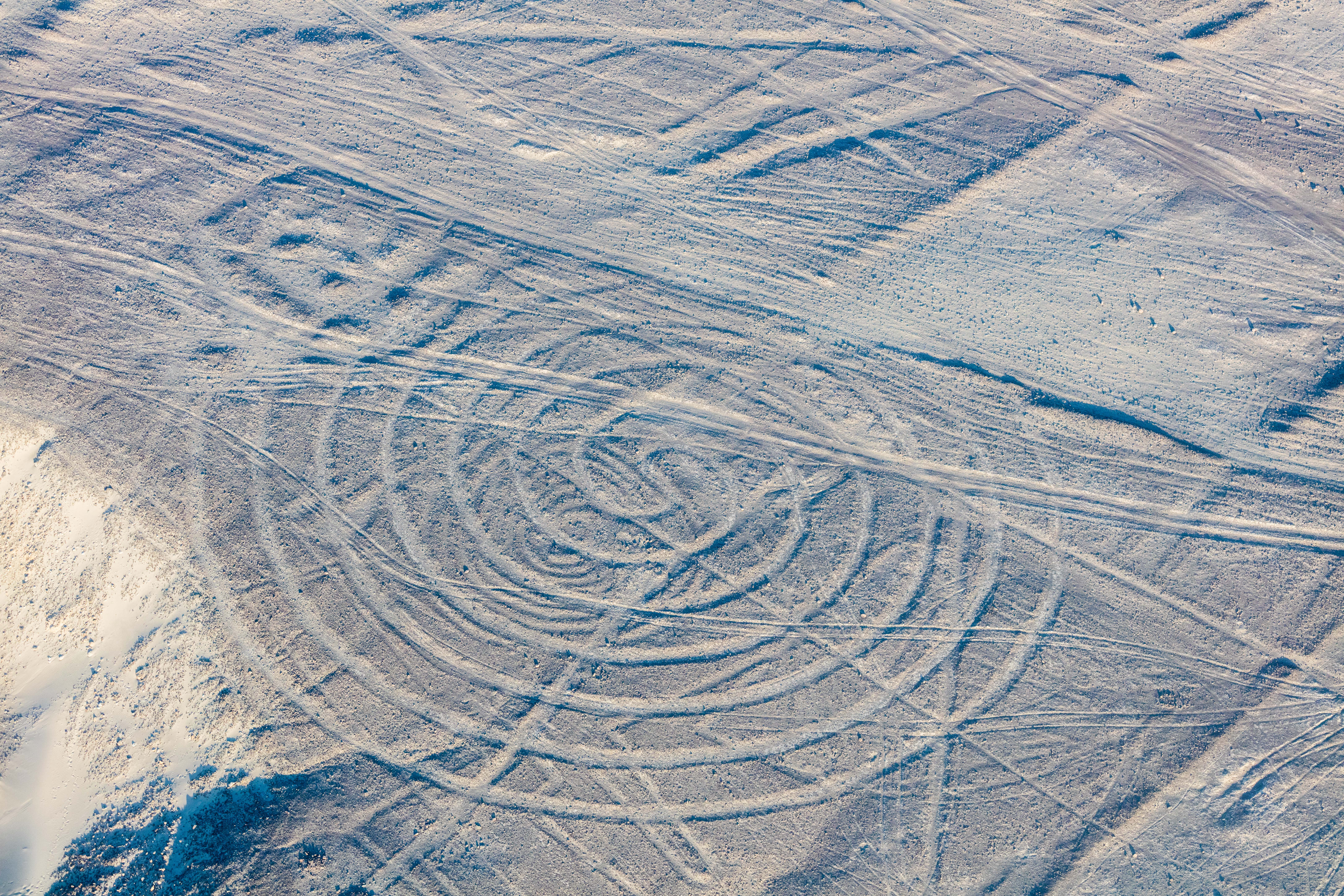
L'Espiral.

Probablement van fer els dibuixos apartant les pedres fosques i cremades pel sol i amuntegant-les a banda i banda de les línies per a deixat al descobert la terra més clara rica en guix que hi ha a sota, la qual cosa explica que el caminant distingeix solcs amb pedres vorejant-los. Com diu l'arqueòleg alemany Markus Reindel, és com un dibuix en negatiu. A través de l'arqueologia experimental, també va descobrir com els nazca traçaven figures més complexes com les espirals; tot el que necessitaven era un pal i una corda. Mentre anaven girant, marcaven els cercles que anaven formant amb pedres que els servien de senyals per traçar la línia. La corda s'anava estreneyent gradualment al voltant del pal.
Hi ha prop de 800 figures geomètriques (rectes, espirals, el·lipses, trapezis i triangles), 70 dibuixos, gravats a la superfície de la pampa, són biomòrfics, prenent forma de plantes i animals estilitzats (dibuixos zoomòrfics, mico, colibrí, còndor, jaguar, aranya, orca, garsa, pelicà). En total, s'han definit més de 350 representacions diferents.
Les figures travessen els barrancs i pugen els turons sense que la seva forma ni l'aparent rectitud de les línies es vegin afectades. La majoria de figures consisteixen en una única línia que mai es talla.
Aquestes línies representen les divinitats animals del panteó religiós dels nazca. S'han trobat, associades a les línies, diferents ceràmiques amb els mateixos motius estilitzats que els geoglifs.

## Conservació

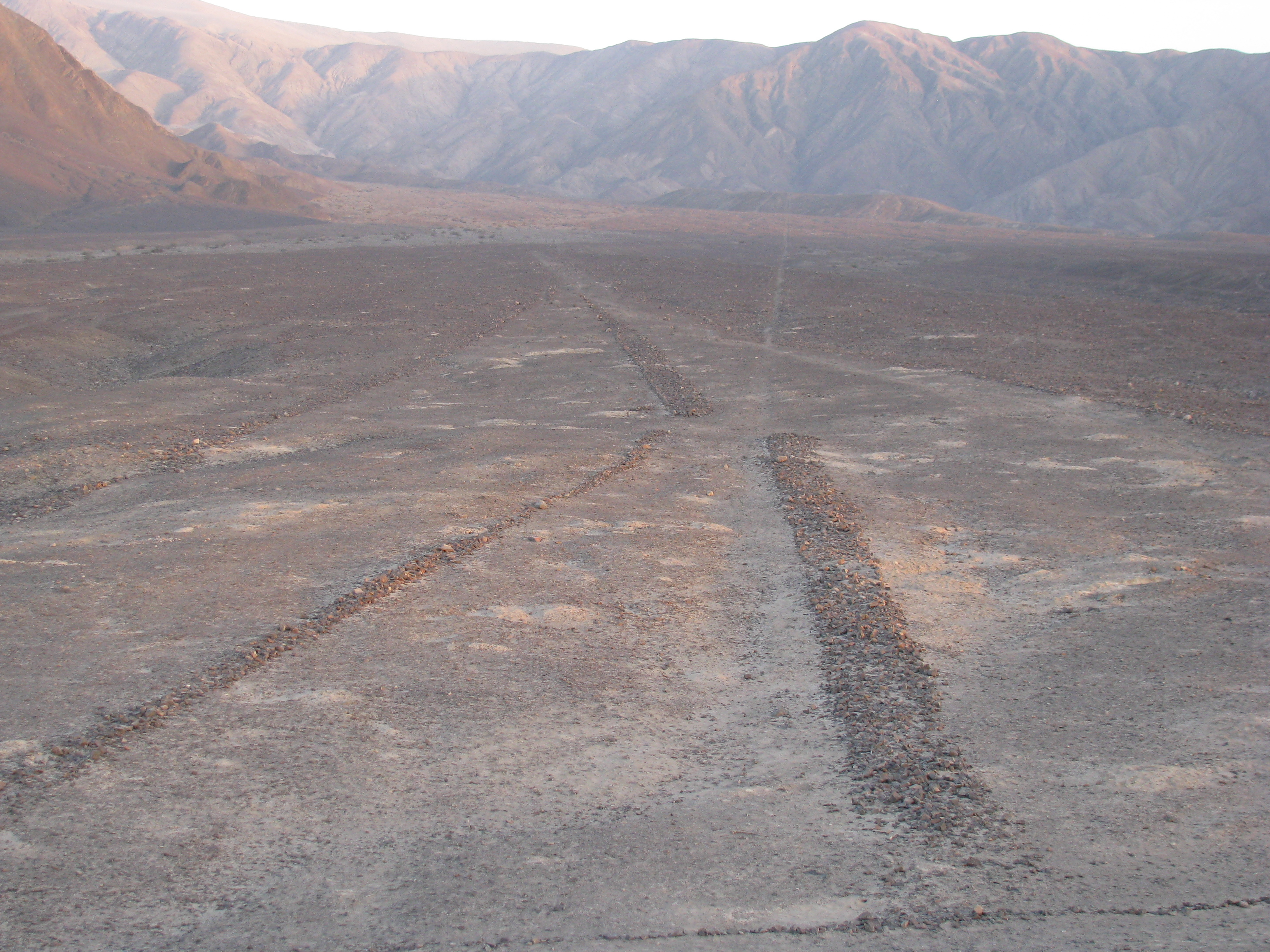
Paisatge d'extrema aridesa emboltant els geoglifs de Nazca.

El microclima de la regió permet la preservació de les línies per vàries raons:
- L'altiplà és una de les regions més seques del món (trenta mil·límetres de pluja a l'any).
- El sòl sense vegetació escalfa fortament l'aire (la qual cosa crea un coixí d'aire que, al seu torn, protegeix els geoglifs del vent).
- Finalment el guix contingut al sòl, associat a la baixa humitat matinal “enganxa” la sorra i la pols.

Sense sorra ni pols per cobrir la plana, i poca pluja o vent per erosionar-los, les línies romanen intactes.
Per protegir el lloc, les autoritats locals n'han regulat l'accés. Per anar-hi, cal obtenir una autorització i utilitzar calçat especial.

### Amenaces recents
Després d'inundacions i esllavissades de fang a la zona a mitjans de febrer de 2007, Mario Olaechea Aquije, resident arqueològic de l'Institut Nacional de Cultura del Perú, i un equip d'especialistes van estudiar la zona. Olaechea va declarar que "les esllavissades de fang i les fortes pluges no semblen haver causat cap dany significatiu a les línies de Nazca". Va assenyalar que la propera carretera Panamericana del Sud va patir danys, i "els danys causats a les carreteres haurien de servir com a recordatori de com de fràgils són aquestes figures".

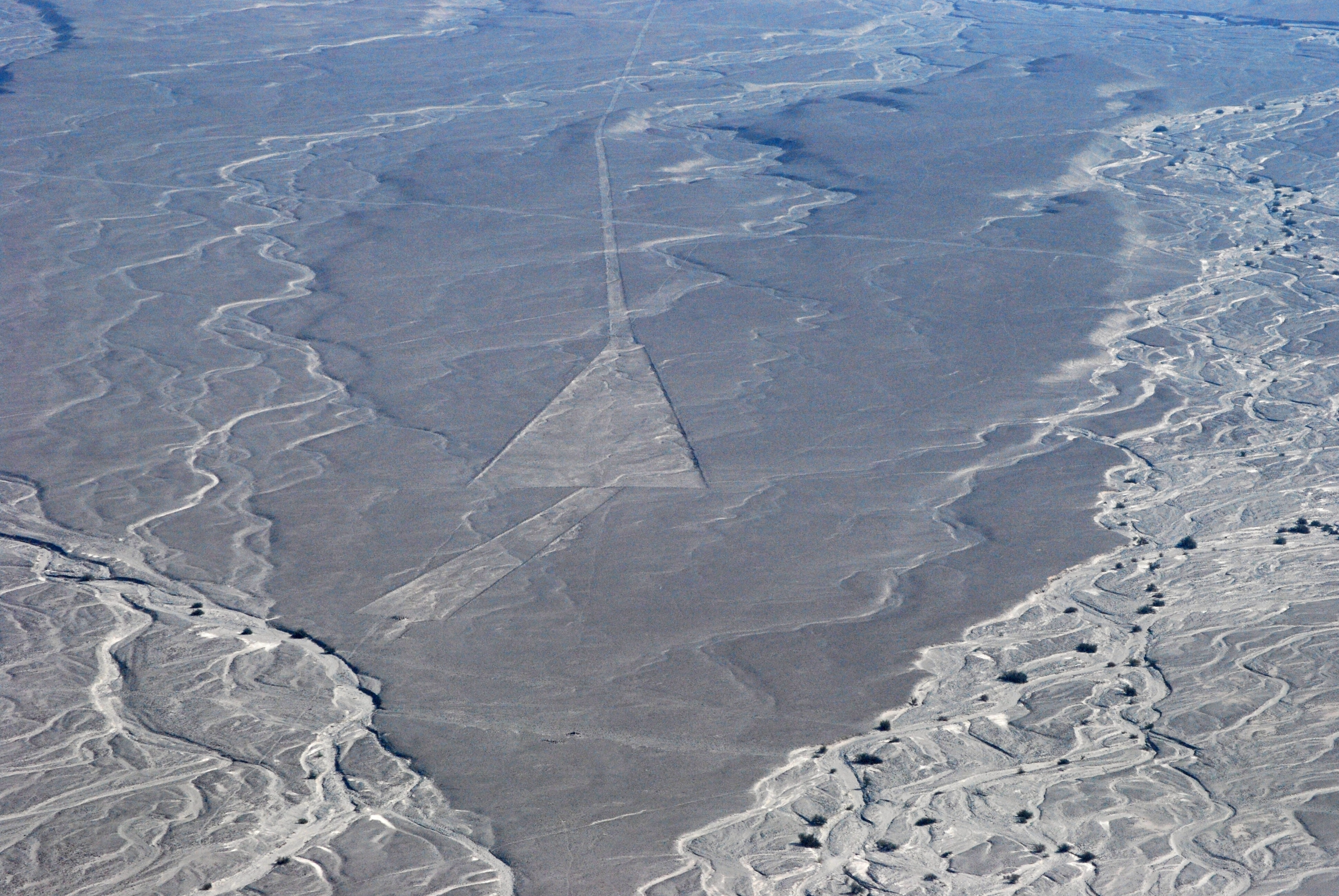
Figures geomètriques.

L'any 2012, un grup de persones va ocupar terrenys a la zona, danyant un cementiri de l'època nazca.
El 2013, es va informar que la maquinària utilitzada en una pedrera de pedra calcària havia destruit el petit tram d'una línia i havia causat danys a una altra.
El desembre de 2014, va sorgir una polèmica relacionada amb l'activitat de Greenpeace al lloc, ja que els seus activistes van muntar una pancarta sobre les línies d'un dels geoglifs, malmetent d'aquesta manera el jaciment. Greenpeace va demanar disculpes després de l'incident, tot i que un dels activistes va ser condemnat i multat a causar danys. L'incident de Greenpeace va servir per a dirigir l'atenció a d'altres danys en geoglifs fora de l'àrea protegida pel Patrimoni Mundial causats el 2012 i el 2013 per vehicles tot terreny del Ral·li Dakar, que és visible des d'imatges de satèl·lit.
El gener de 2018 un conductor de camió va ser detingut per haver circulat per sobre les línies. Més tard, però, va ser posat en llibertat per falta de proves que indiquessin cap mala intenció. Va deixar marques profundes de pneumàtics en una àrea d'aproximadament 46 m per 107 m.

## El clima a l'època dels nazca

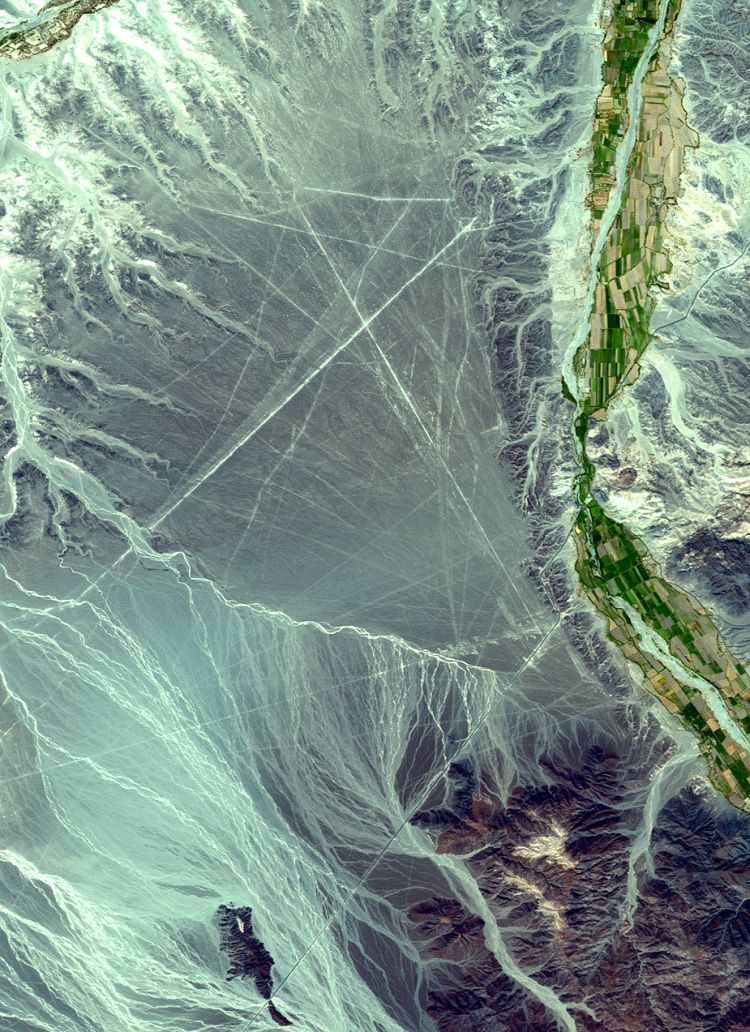
Imatge de satèl·lit d'una zona on hi són visibles els geoglifs. L'oest és a la part superior de la imatge.

Segons el geomorfòleg alemany Bernhard Eitel, el clima hi era temperat l'any 8000 aC, ja que va descobrir-hi loess, una roca sedimentària produïda per l'erosió del vent que només es forma per la descomposició de les plantes. També va trobar a la base del loess closques del cargols, que només viuen en un ambient humit. Tot plegat confirma l'existència d'una vegetació florifera a l'època.
Posteriorment, va arribar un període de sequera amb un moment crític entre -100 aC. i 400 dC, que sembla ser l'inici de la desaparició dels nazca (vers el 700/800 dC). Aquestes dates també corresponen a l'arribada d'una altra ètnia, els waris, que van envair el seu territori.

## Teories arqueològiques i etnològiques
Segons algunes interpretacions, hi hauria un vincle entre aquests geoglifs i un context ritual. Segons unes altres, hi hauria una relació entre contorns i astronomia.

### Calendari astronòmic
La matemàtica alemanya Maria Reiche, que va dedicar la major part de la seva vida a l'estudi arqueològic i la preservació del jaciment, adopta la hipòtesi arqueoastronòmica de l'antropòleg nord-americà Paul Kosok. Segons ella, els geoglifs formarien un immens calendari astronòmic, les línies del qual assenyalen estrelles o constel·lacions notables i corresponen a dates importants del calendari agrari (sembra, collita...). Els dibuixos zoomòrfics correspondrien a una representació zodiacal del cosmos. L'entrellat de línies es podria explicar per nombroses represes al llarg dels segles per ajustar-se a la precessió dels equinoccis.

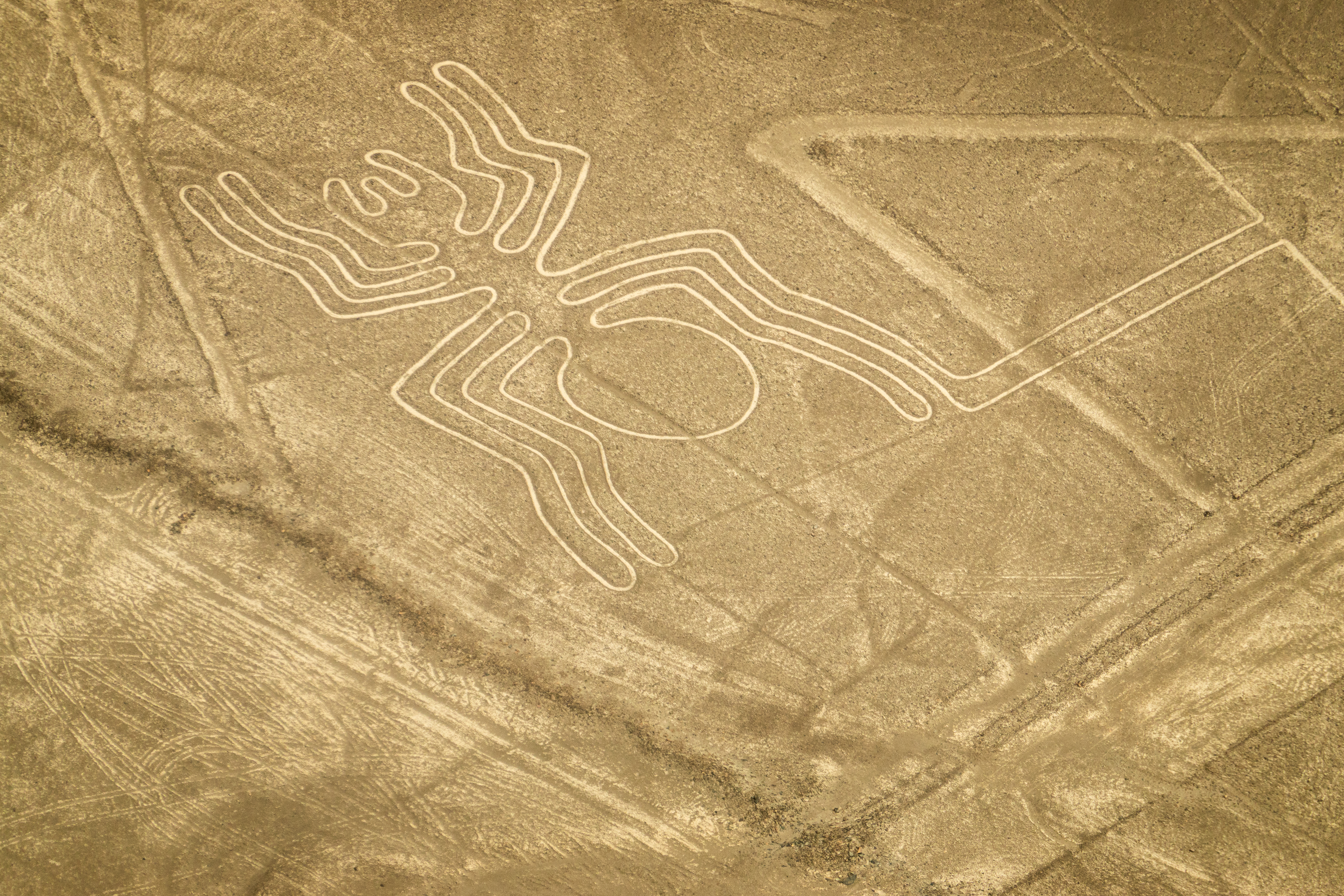
L'aranya, Segons Maria Reiche, representaria la constel·lació d'Orió.

Segons Maria Reiche, la figura de l'aranya és una projecció anamòrfica de la constel·lació d'Orió. Tres de les línies rectes que condueixen a la figura haurien servit per seguir les declinacions de les tres estrelles del cinturó d'Orió. Tanmateix Anthony Aveni assenyala que Reiche no dona cap explicació per a les altres 12 línies de la figura i no explica qui interès podrien tenir aquestes observacions astronòmiques en una regió on hi ha boira durant bona part de l'any.

### Lloc de rituals
Les figures s'han associat amb el xamanisme. La majoria d'elles es troben a prop de llocs amb la presència d'art rupestre prehistòric que mostren imatges similars, però a menor escala. Els xamans prenien substàncies al·lucinògenes que els permetien veure el seu poder animal, una pràctica habitual a l'Amèrica del Sud i particularment a l'Amazones. Algunes de les drogues utilitzades durant les cerimònies rituals t'aporten la sensació de volar per l'aire; el que podria explicar que els geoglifs es van crear per a ser vists des del cel. Tanmateix, aquesta explicació no és exacta perquè aquestes formes es poden veure des del cim dels turons circumdants, des d'on van ser descobertes precisament per l'arqueòleg peruà Toribio Mejia Xesspe l'any 1927.

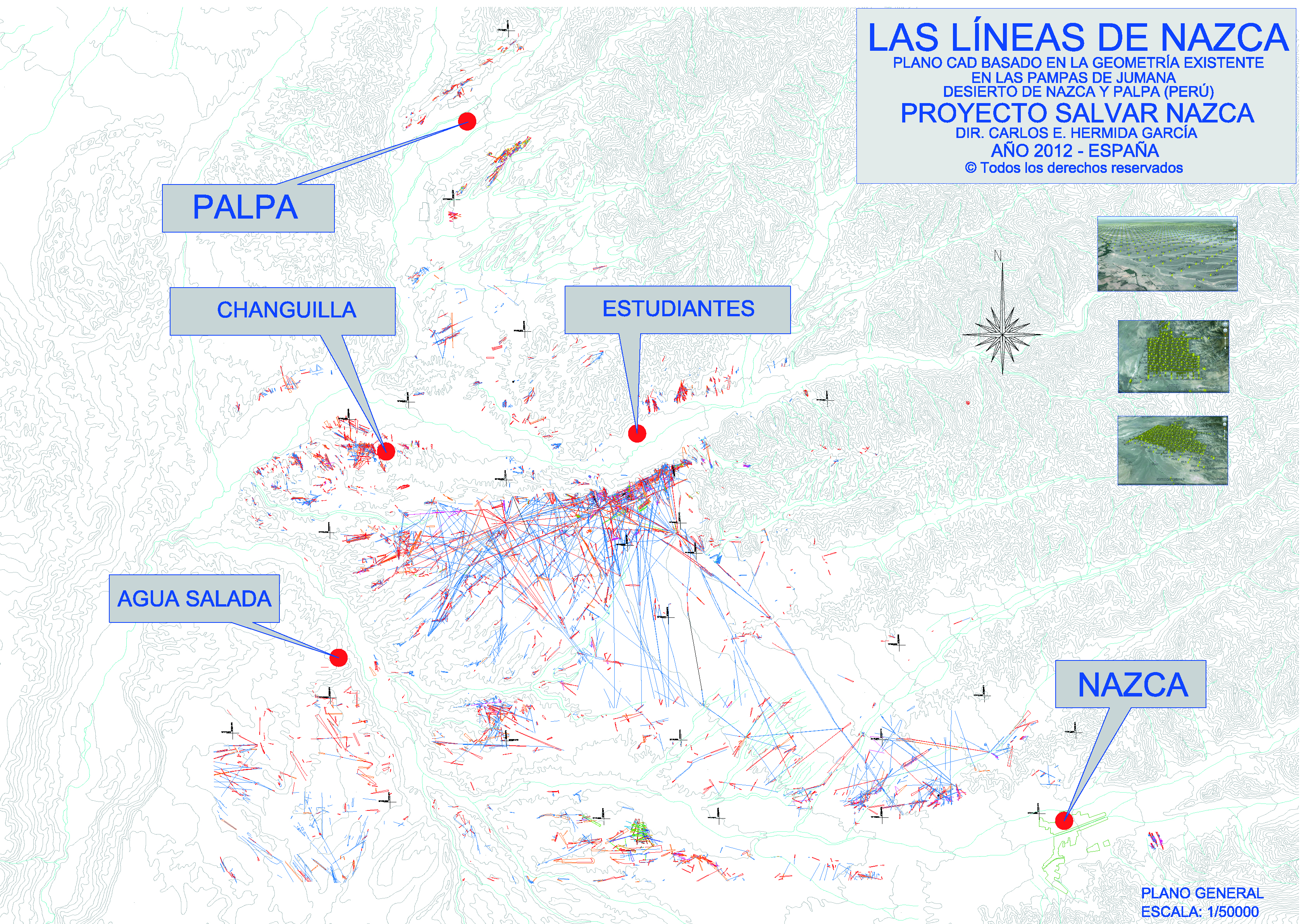
Plànol general de les línies.

Segons l'arqueòleg Markus Reindel, codirector del Projecte Nazca-Palpa liderat des de 1996 per un equip internacional, l'excavació de túmuls situats a l'extrem dels geoglifs revela plataformes de maçoneria interpretades com a altars per a ofrenes on es van trobar principalment objectes, com ara fragments de ceràmica, restes vegetals i pinces de cranc. Un altre indici que recolza la teoria del culte lligat a l'aigua és que el moment d'intensificació dels geoglifs coincideix amb un període de sequera, sobretot a finals del segle VI. Els geoglifs representarien en aquest context espais de culte que uneixen els altars i gràcies a la magnetometria, els arqueòlegs van demostrar que els geoglifs eren llocs d'activitat per on caminaven els nazca, durant les processons rituals; les mesures magnetomètriques mostren que aquests camins processionals estan més compactats, cosa que il·lustra una utilització massiva i repetida.
En els trapezis, tot l'espai era un espai de processó. En les figures lineals, els nazca entraven i seguien la línia fins a la sortida per l'altre extrem. Una investigació recent realitzada per Nicola Masini i Giuseppe Orefici a Pampa de Atarco, prop del centre cerimonial de Cahuachi, va revelar una relació espacial, funcional i religiosa entre els geoglifs i els temples de Cahuachi. Mitjançant tècniques de teledetecció per satèl·lit, els investigadors italians van detectar i analitzar cinc grups de geoglifs, cadascun caracteritzat per diferents patrons, motius i funcions. El més important es caracteritza per dibuixos sinuosos o en ziga-zaga amb una evident funció cerimonial, trapezis i línies que convergeixen cap a les piràmides de Cahuachi.

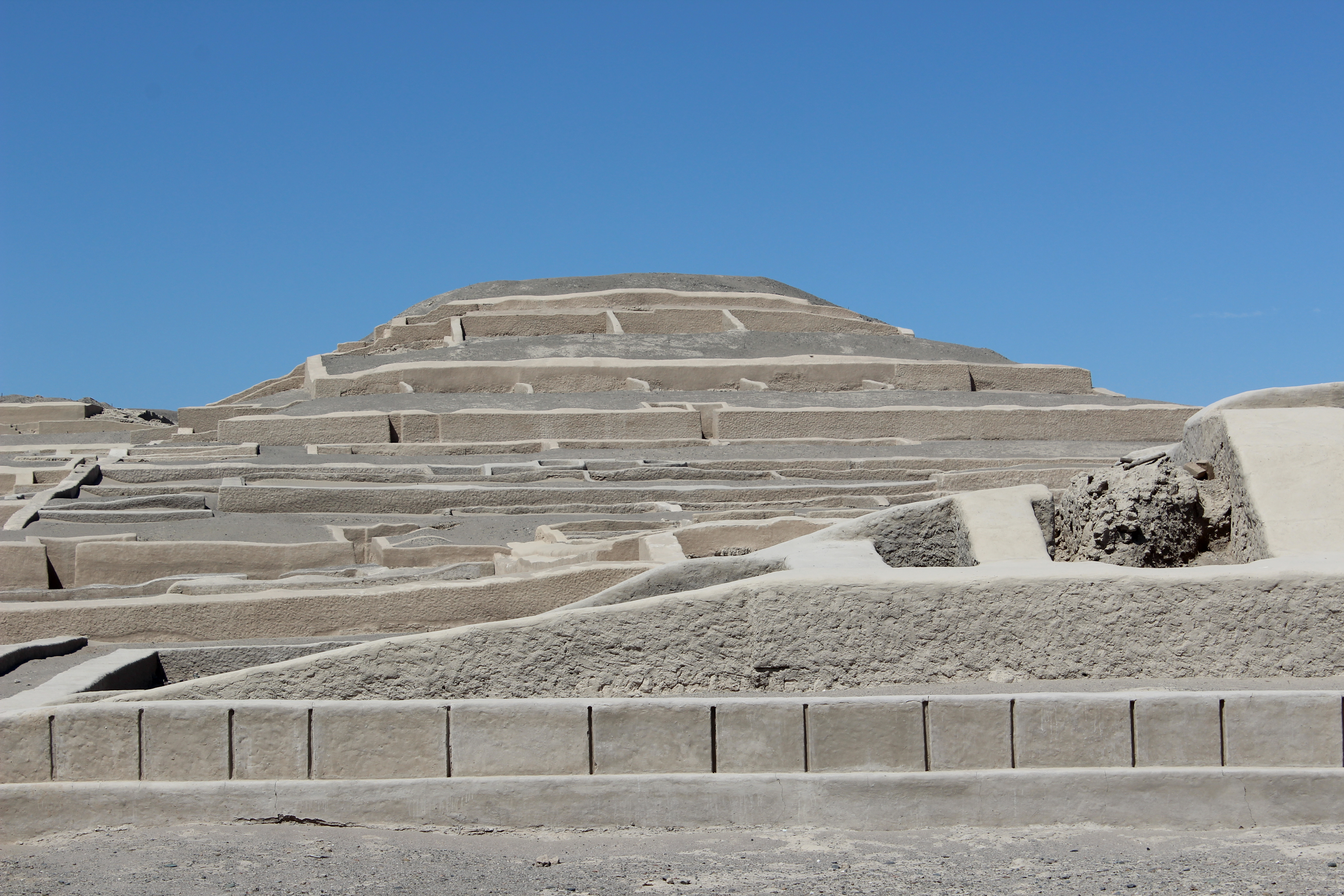
Piràmide principal de Cahuachi.

### Zona artesanal de teixidors
L'historiador de l'art Henri Stierlin va proposar l'any 1983 la idea que les traces serien zones de teixit gegants utilitzades per a la fabricació de fils sense fi a partir dels quals es teixien les vestidures funeràries. Aquestes línies en ziga-zaga es van fer amb la mateixa tècnica que el teixit dels fils de trama i ordit dels teixits mortuoris trobats a les tombes de Nazca. Aquests teixits tenen la particularitat de ser elaborats a partir de fils d'una sola peça. Tanmateix, per preparar aquests fils de manera artesanal, cal una línia recta del doble de la longitud per permetre la torsió i després el plegat del fil sobre si mateix. Aquestes línies de treball s'han superposat a l'atzar al llarg dels segles. Tanmateix, aquesta teoria només explica l'origen de les línies en ziga-zaga.
Una interpretació complementària fa que les figures zoomorfes siguin una mena de tòtems que se suposa que protegeixen els morts o les pistes associades als rituals del viatge dels teixidors per obtenir la benedicció dels déus per a l'obra a oferir.

## Galeria d'imatges

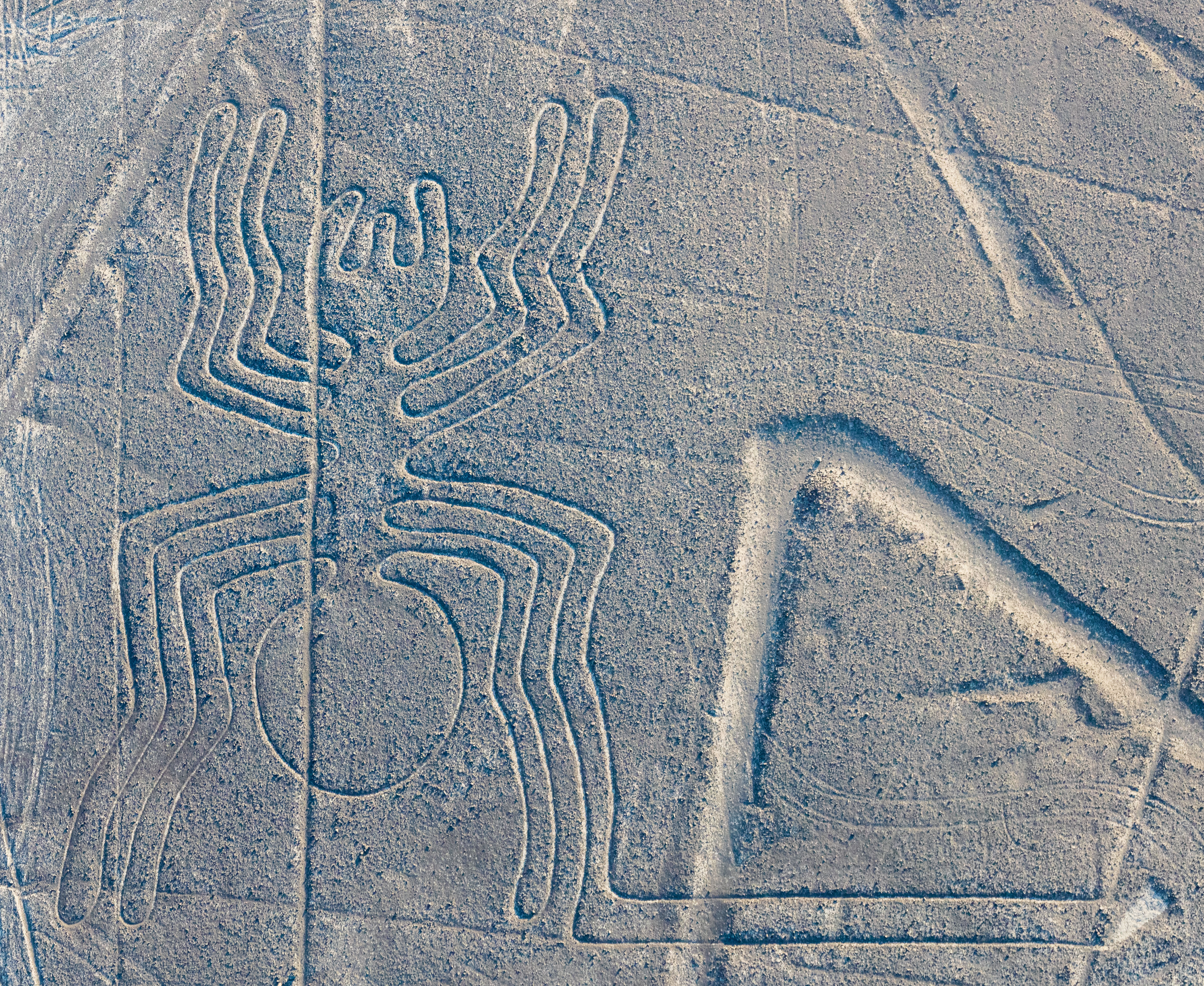
L'Aranya
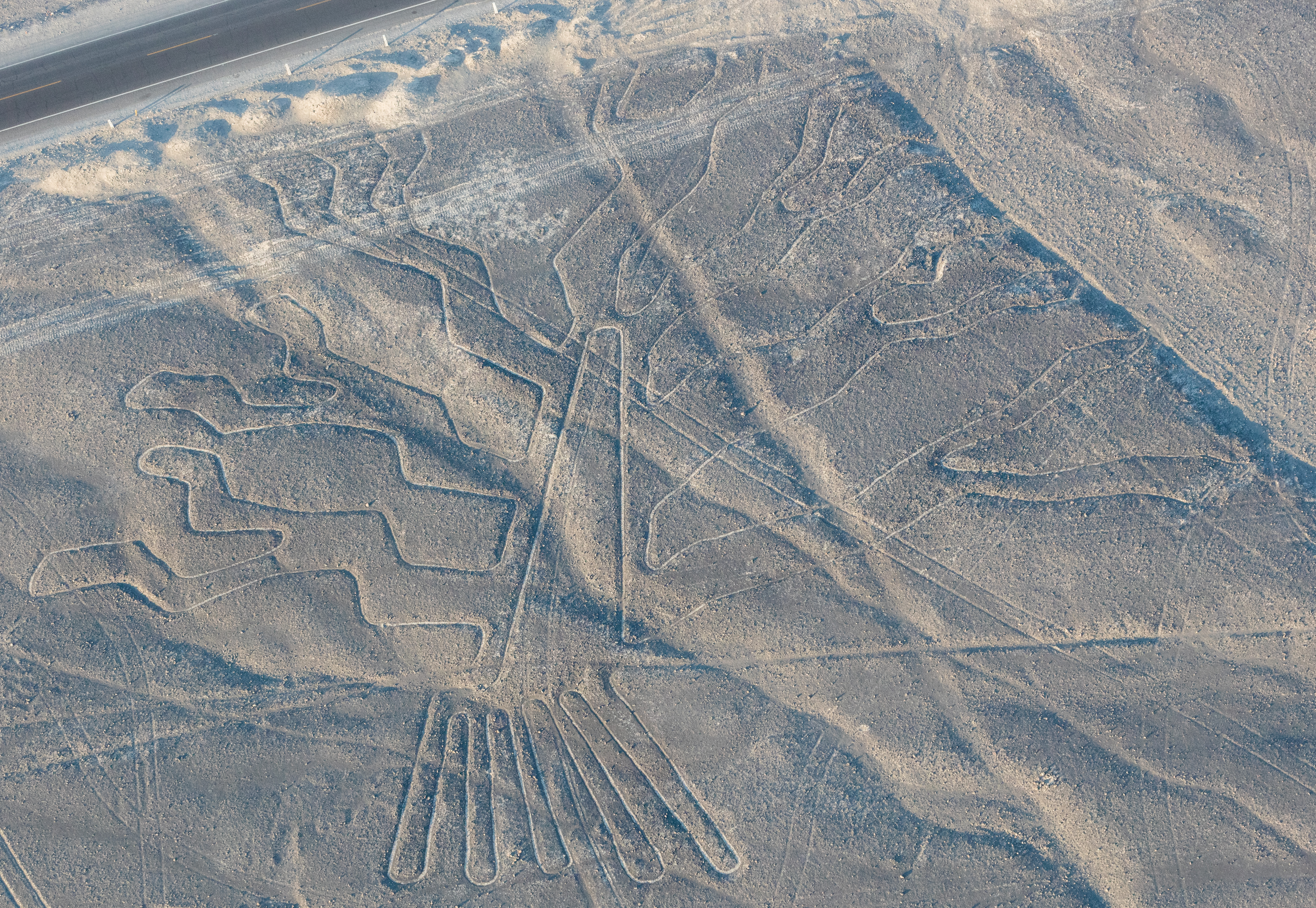
L'Arbre
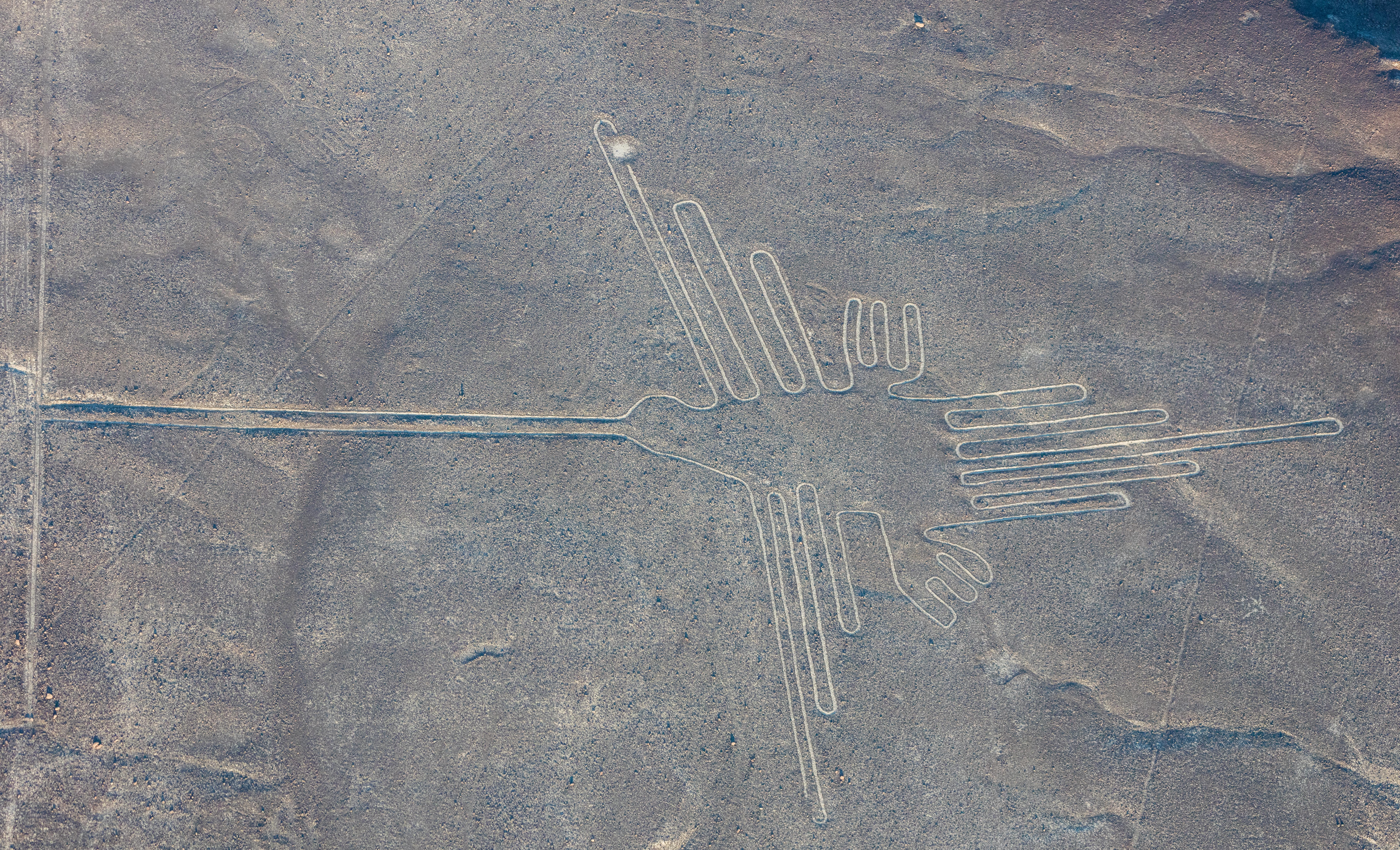
El colibrí
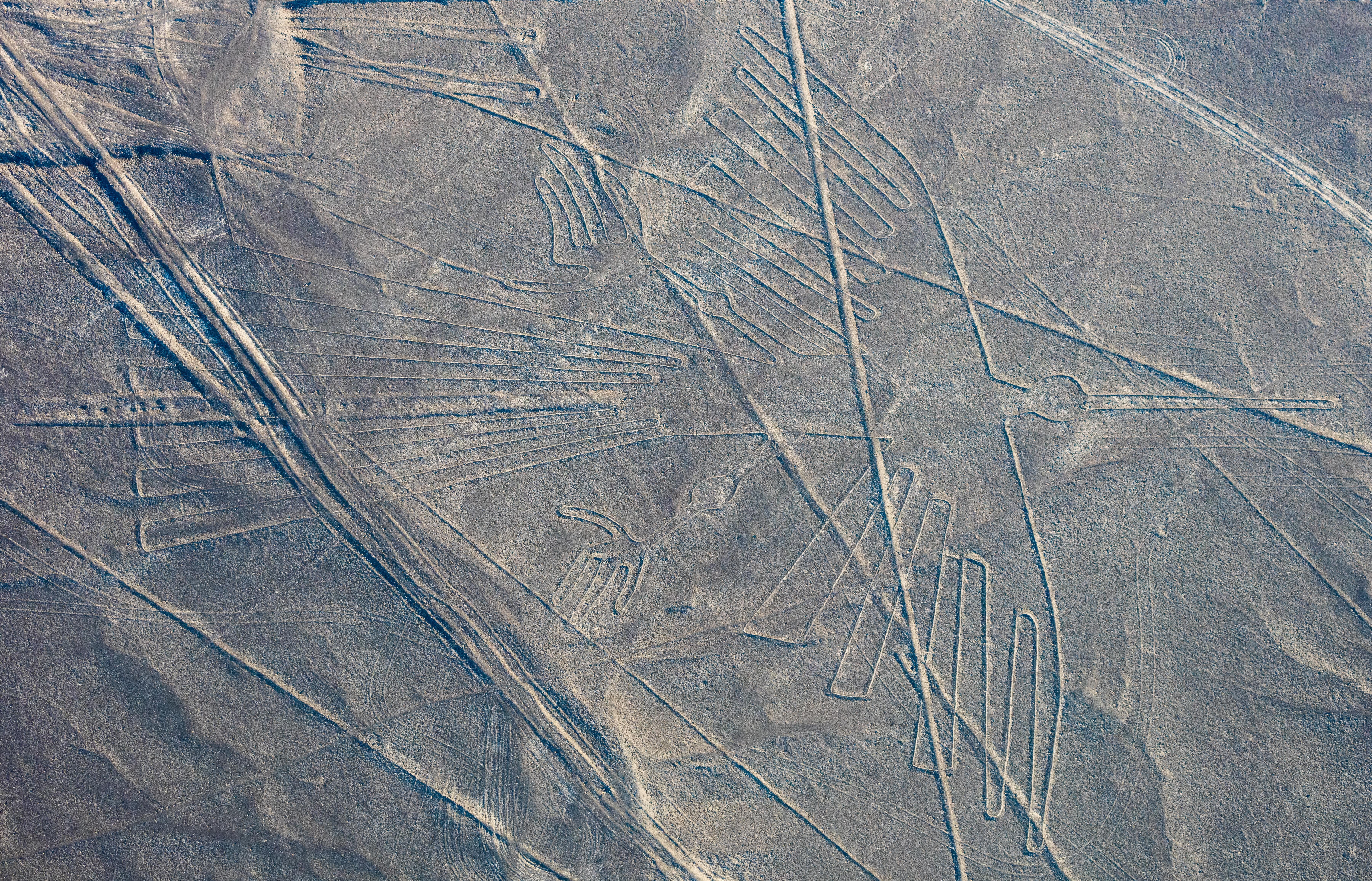
El Còndor
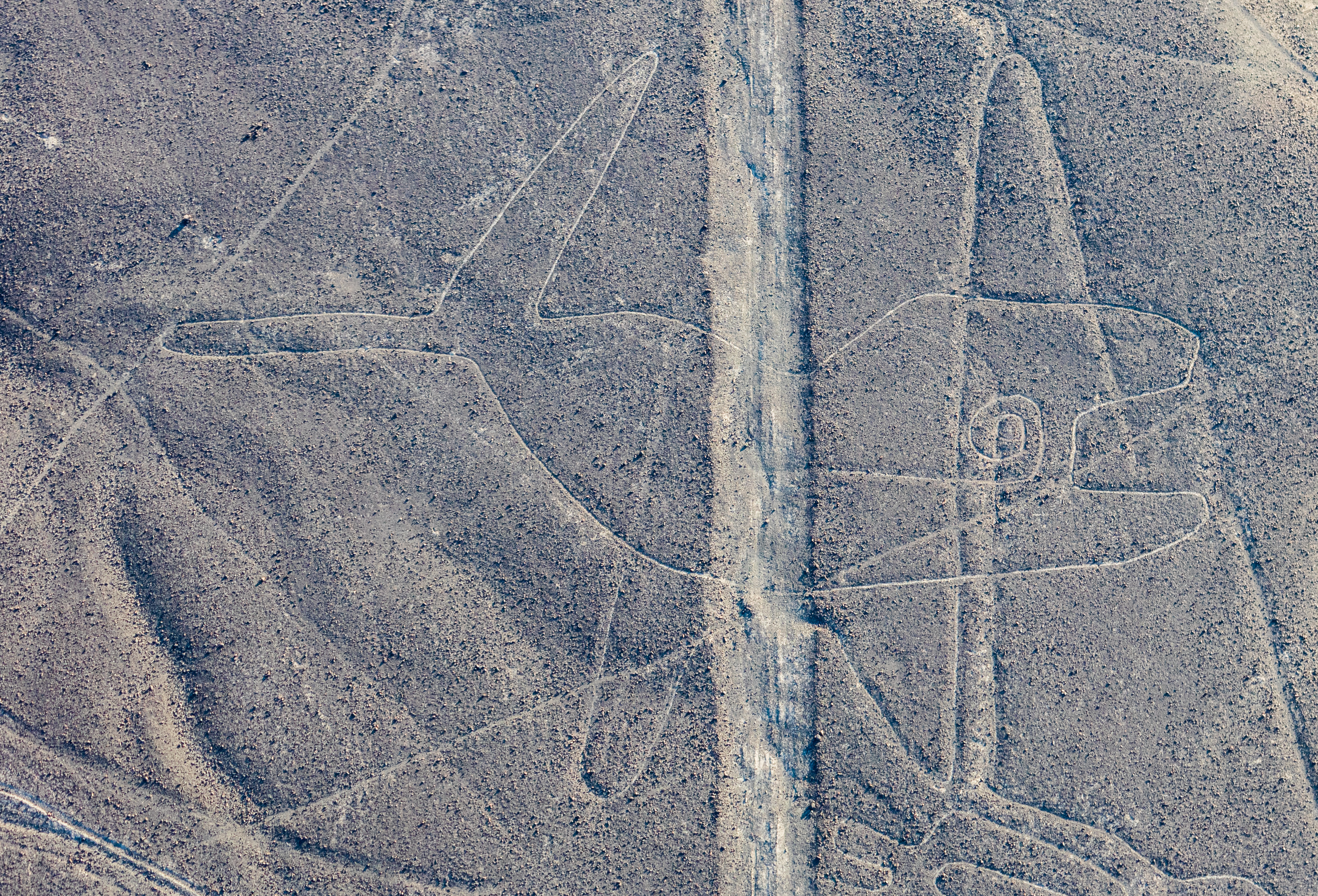
La Balena
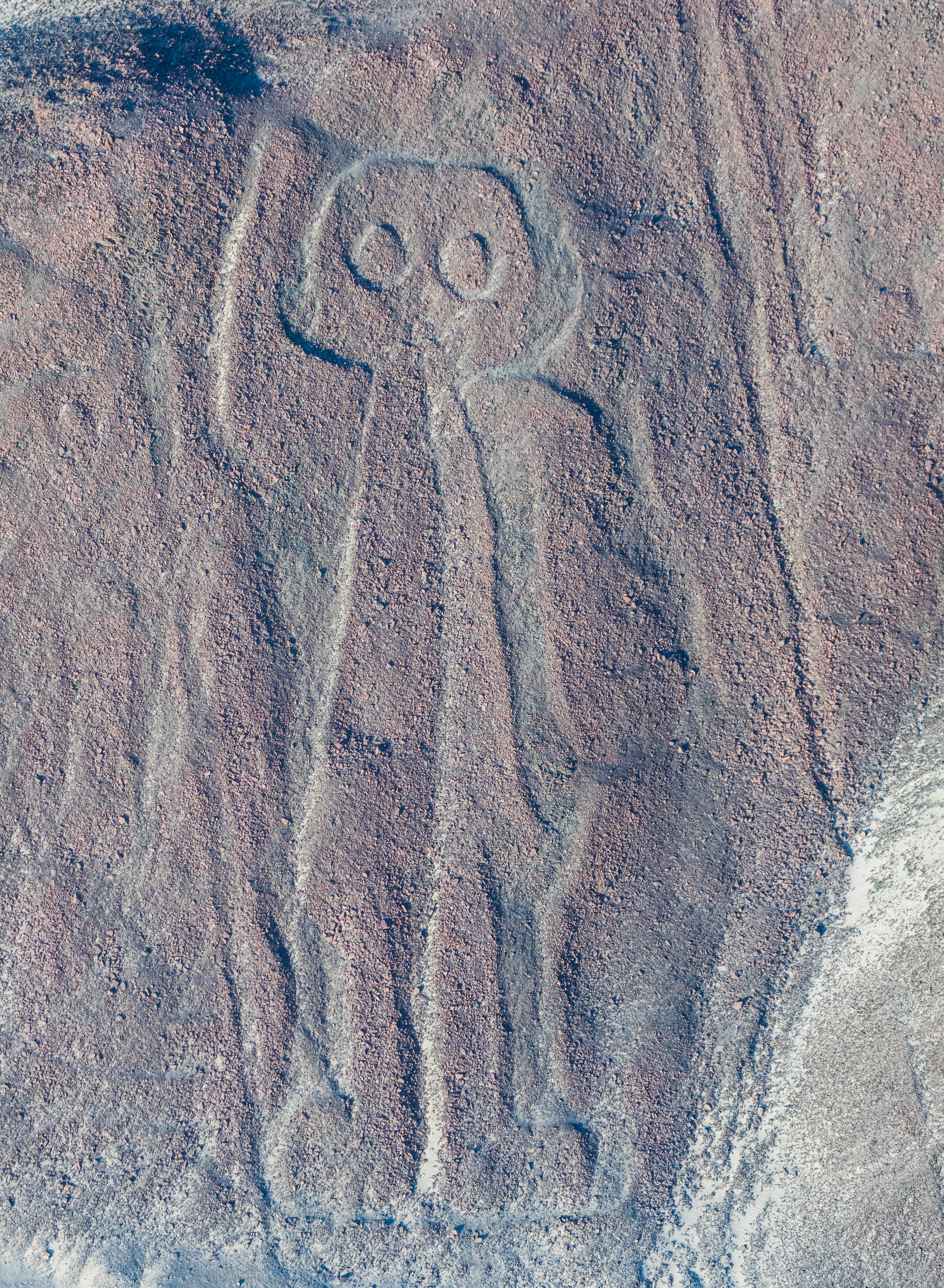
El Gegant. l'Astronauta o l'Home-mussol
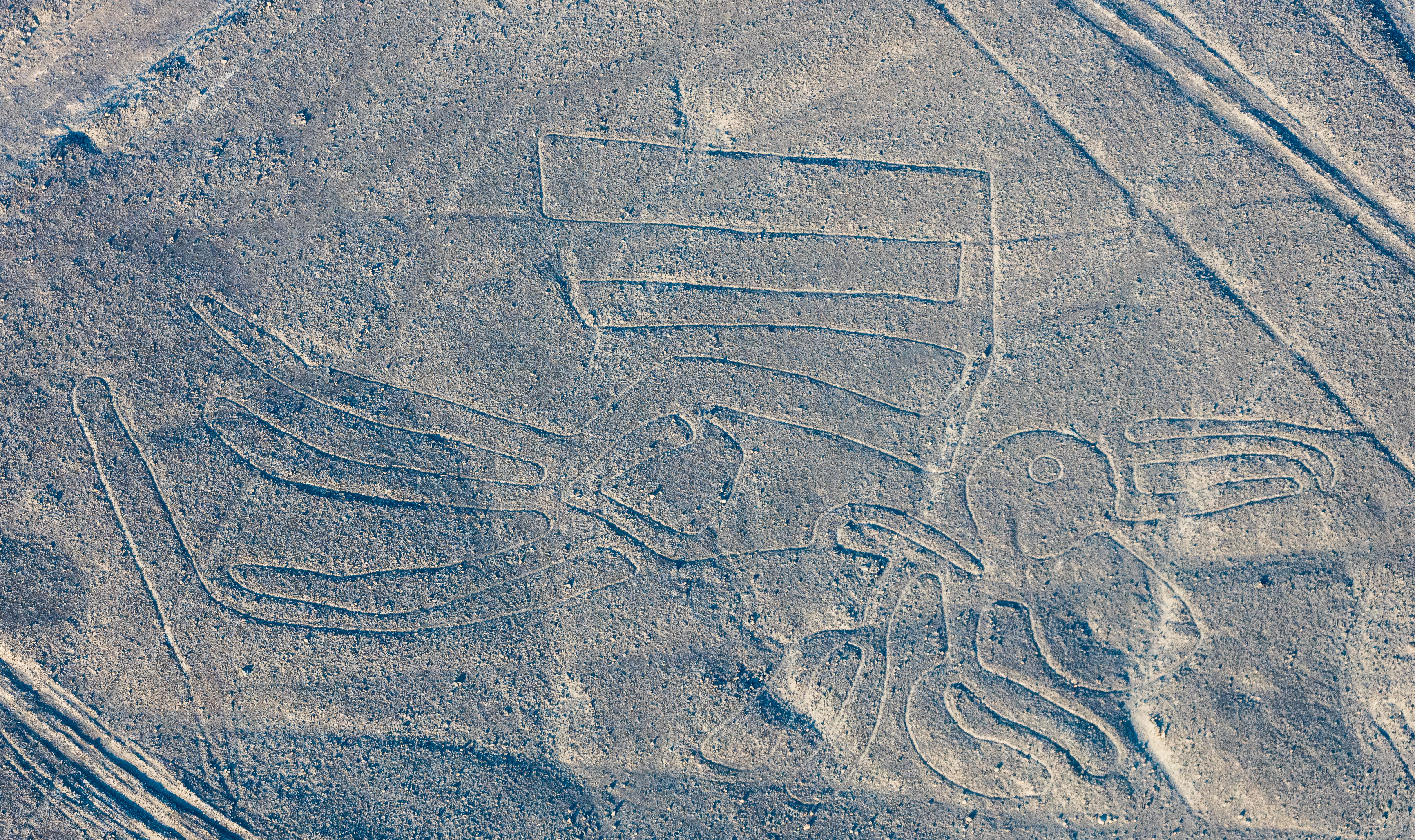
El pelicà
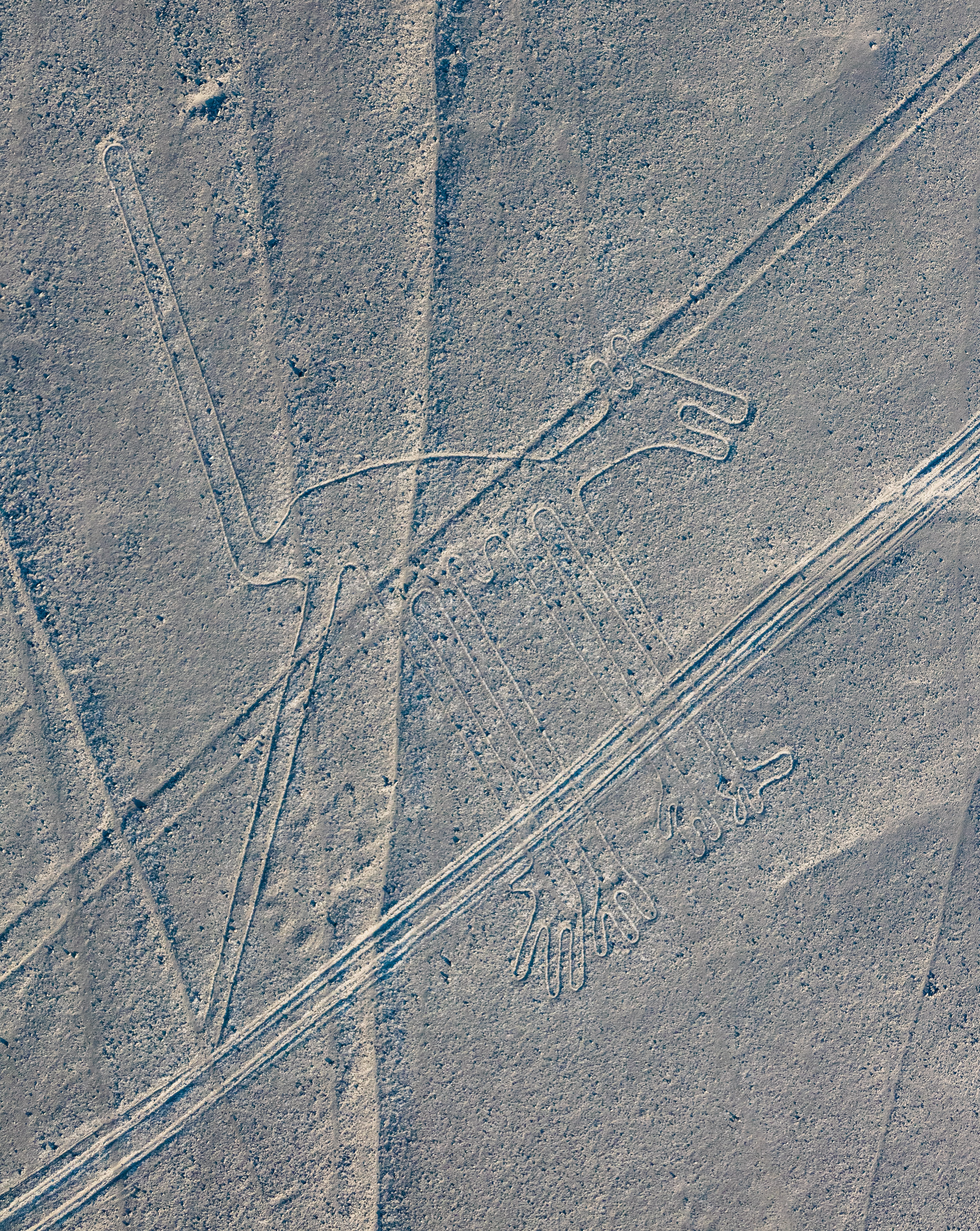
El Gos
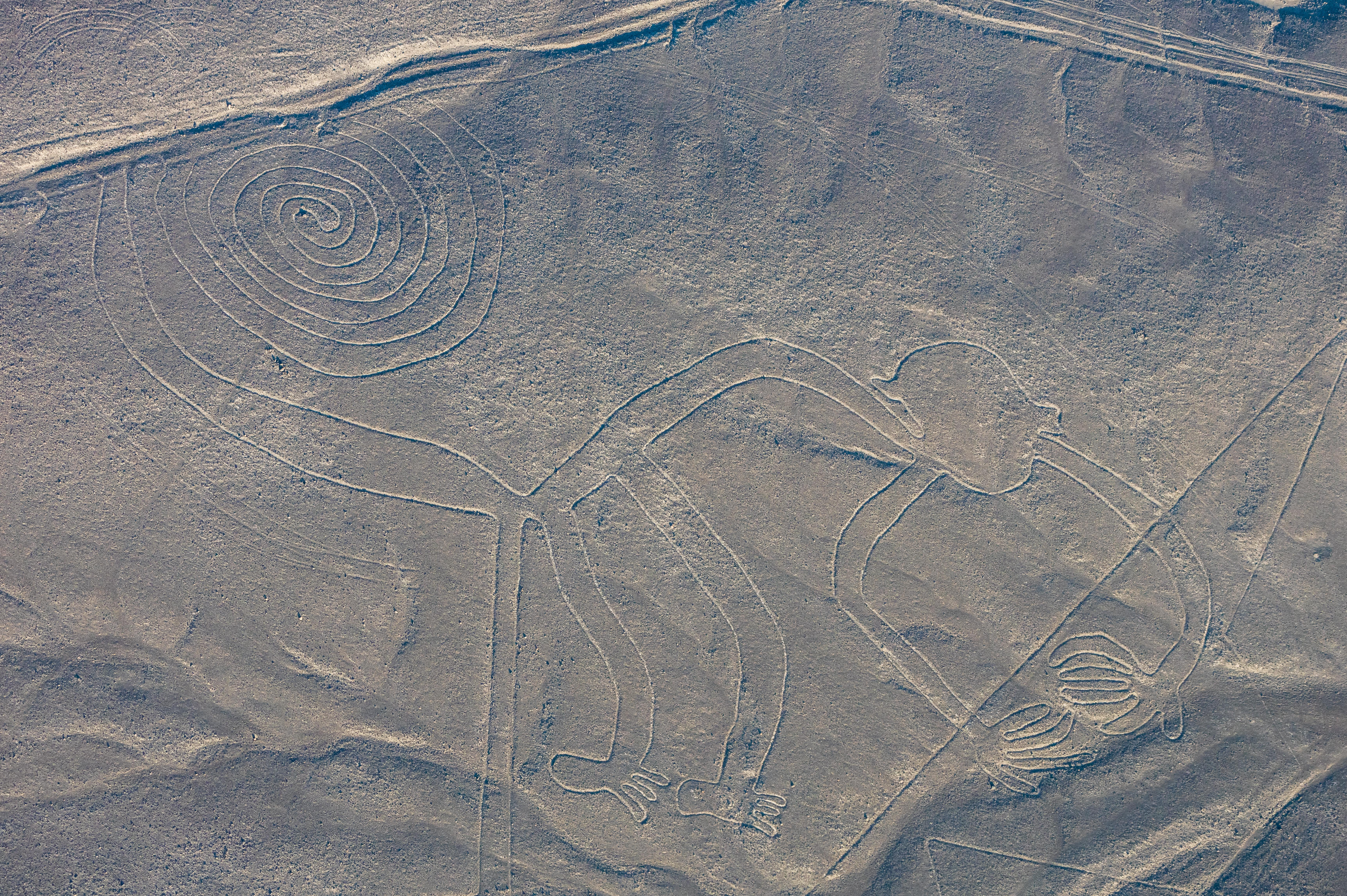
El Mico
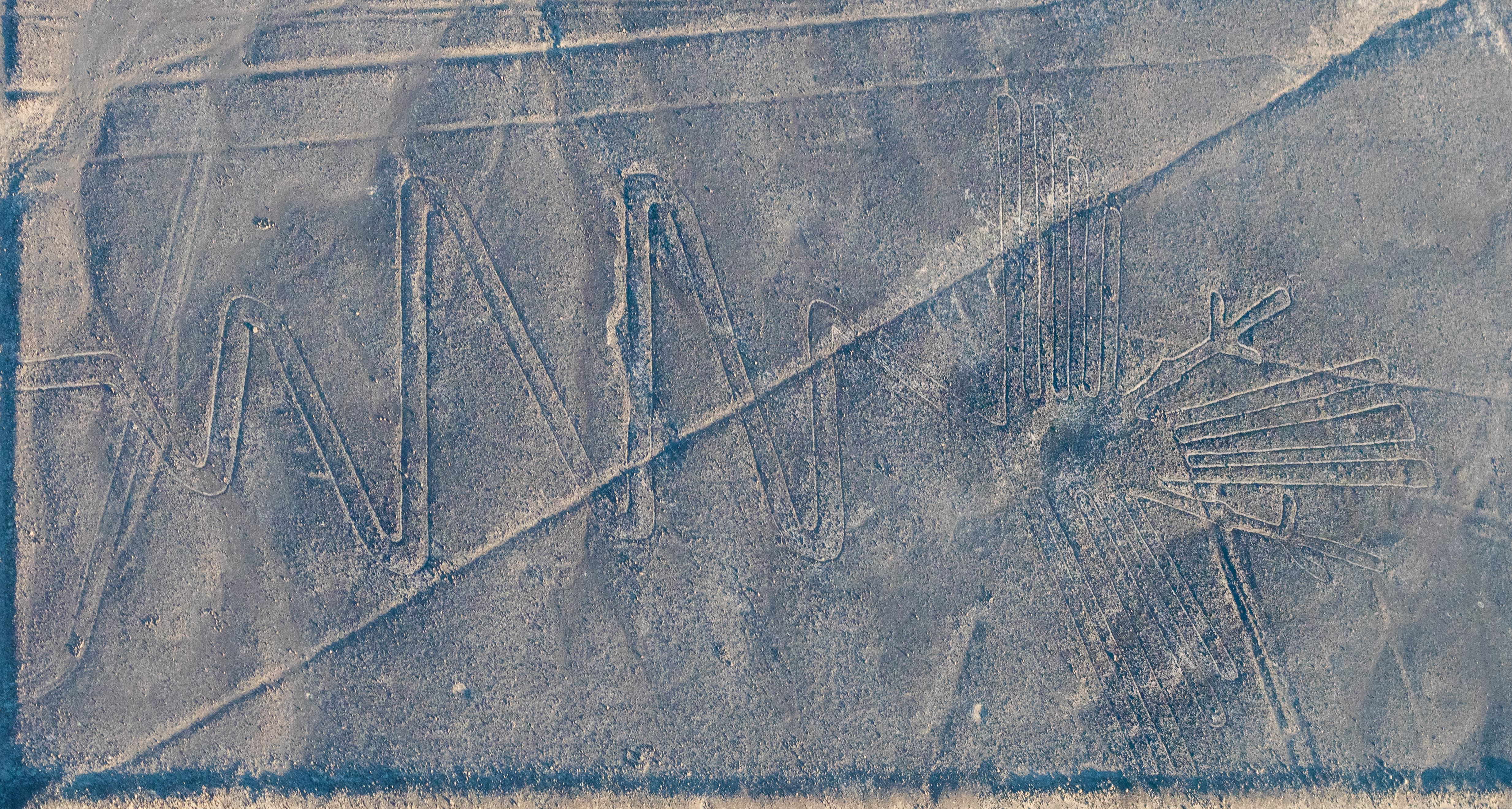
La Garsa
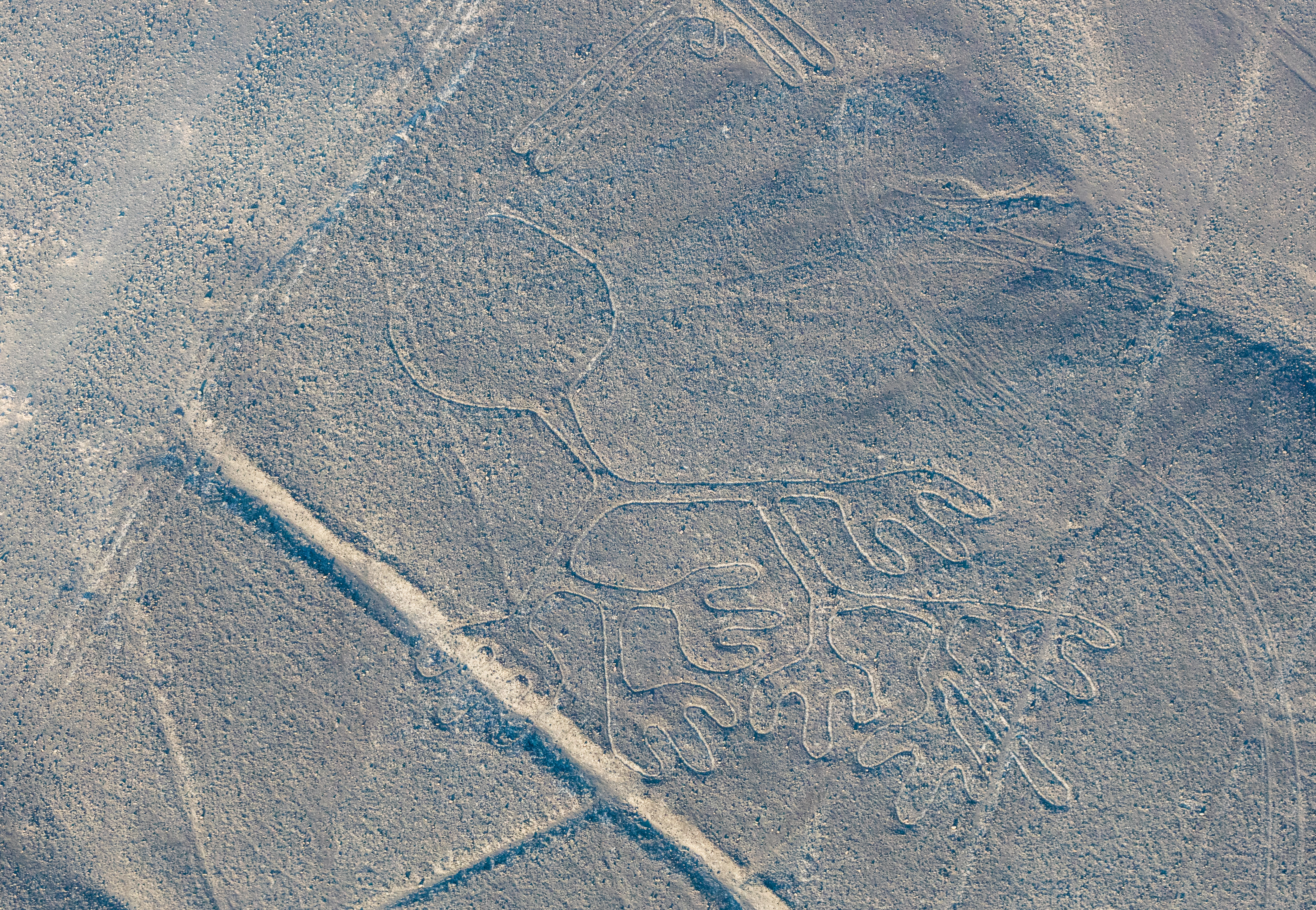
Glifs fitomorfs
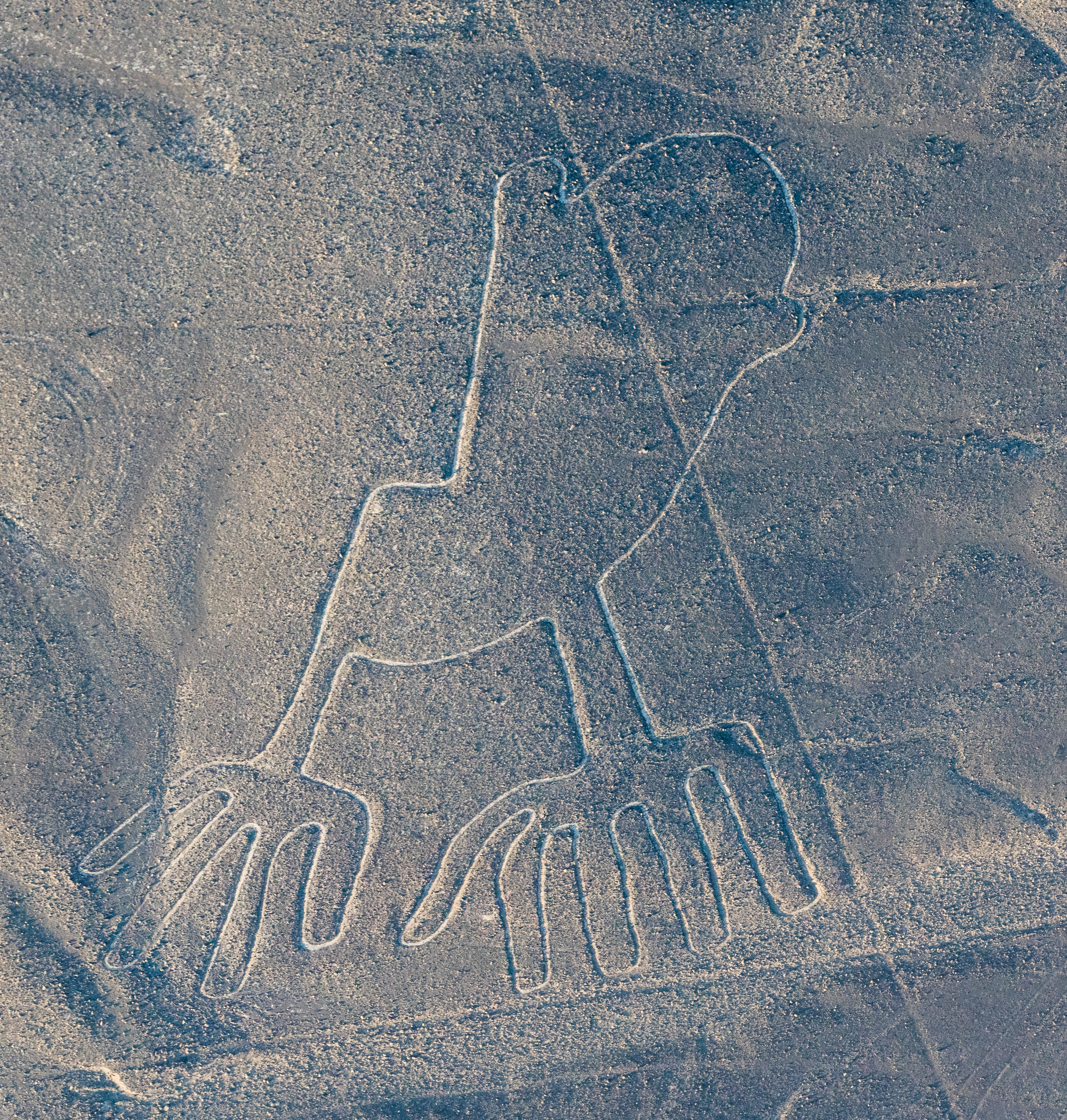
Mans
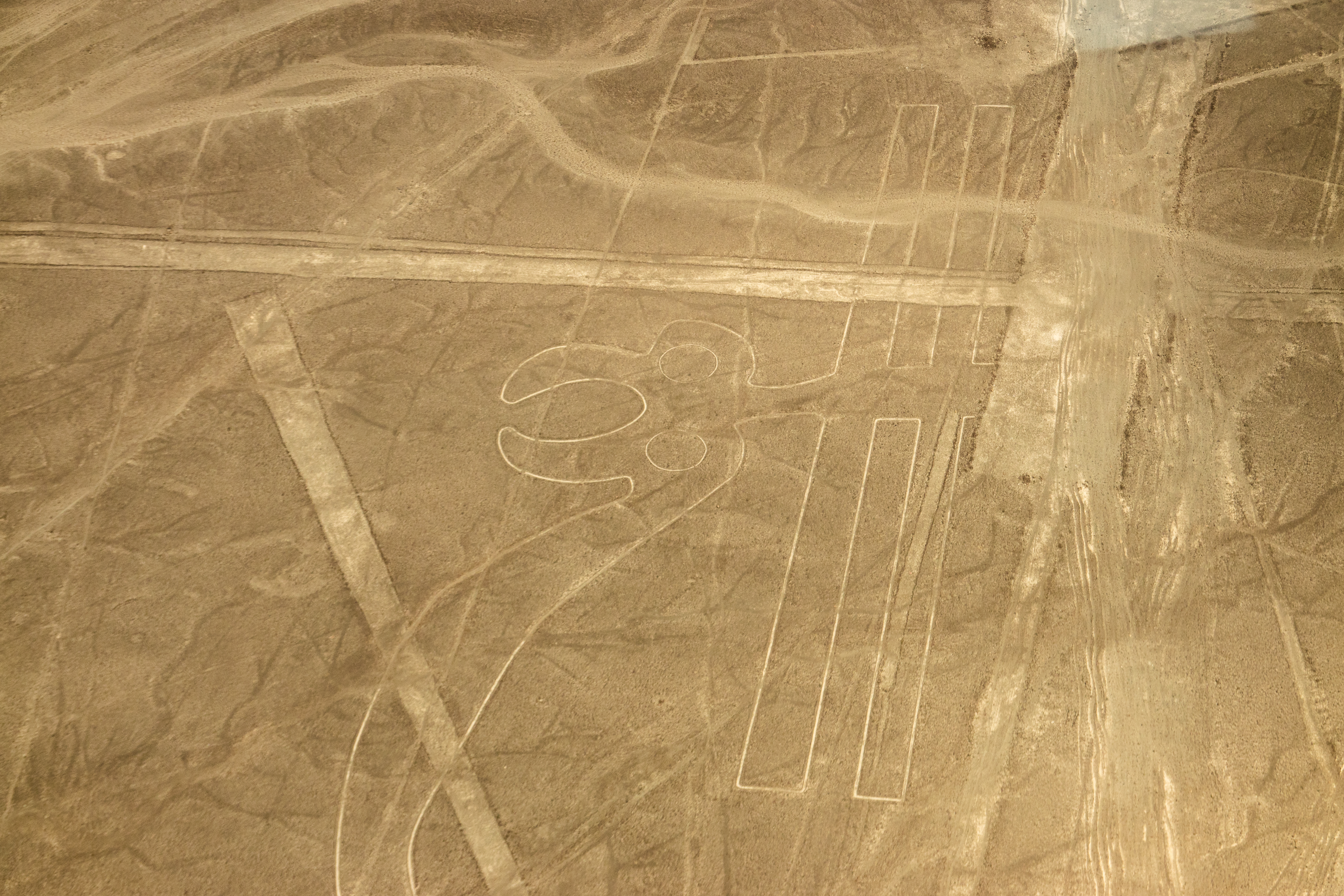
El Lloro
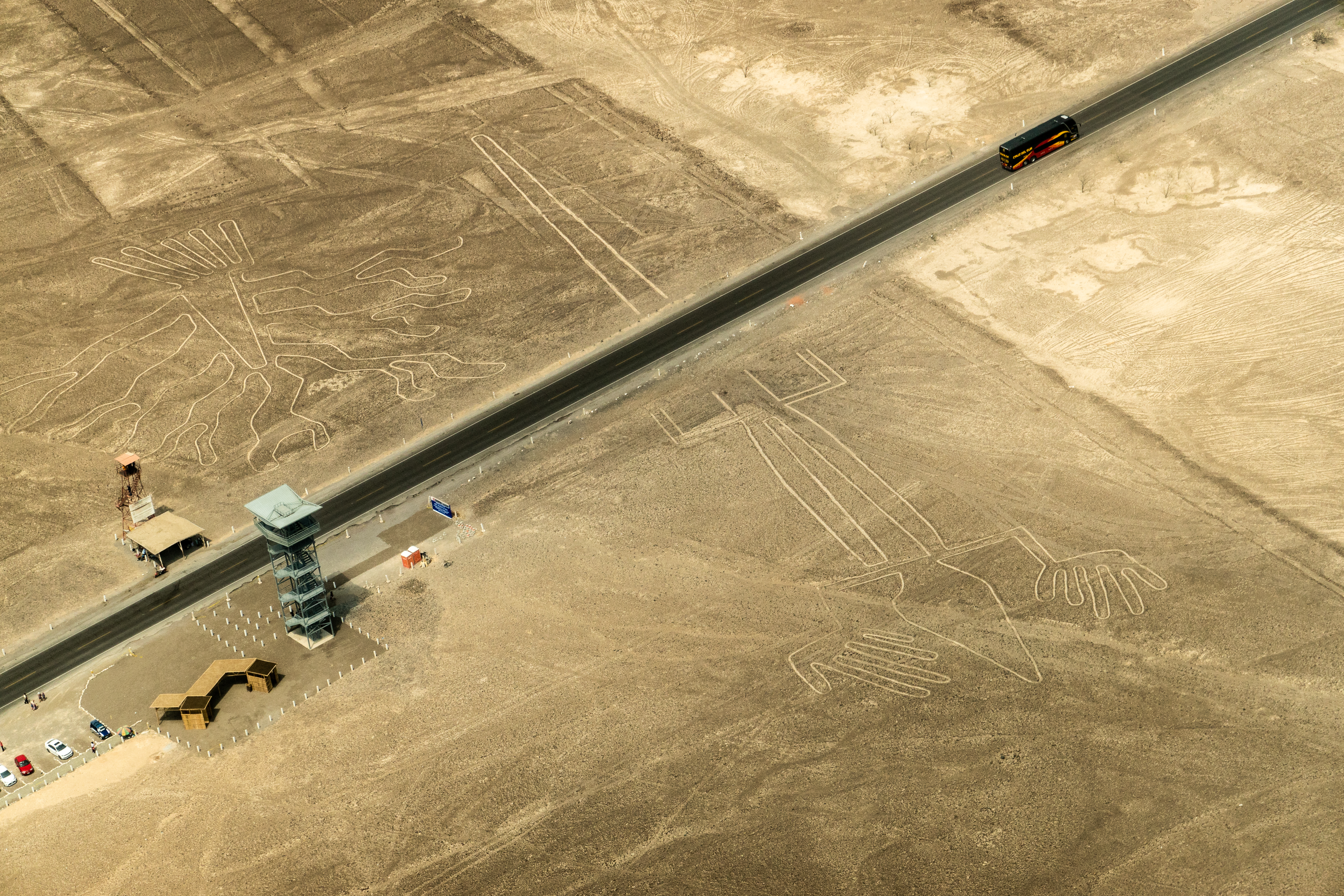
El Llangardaix
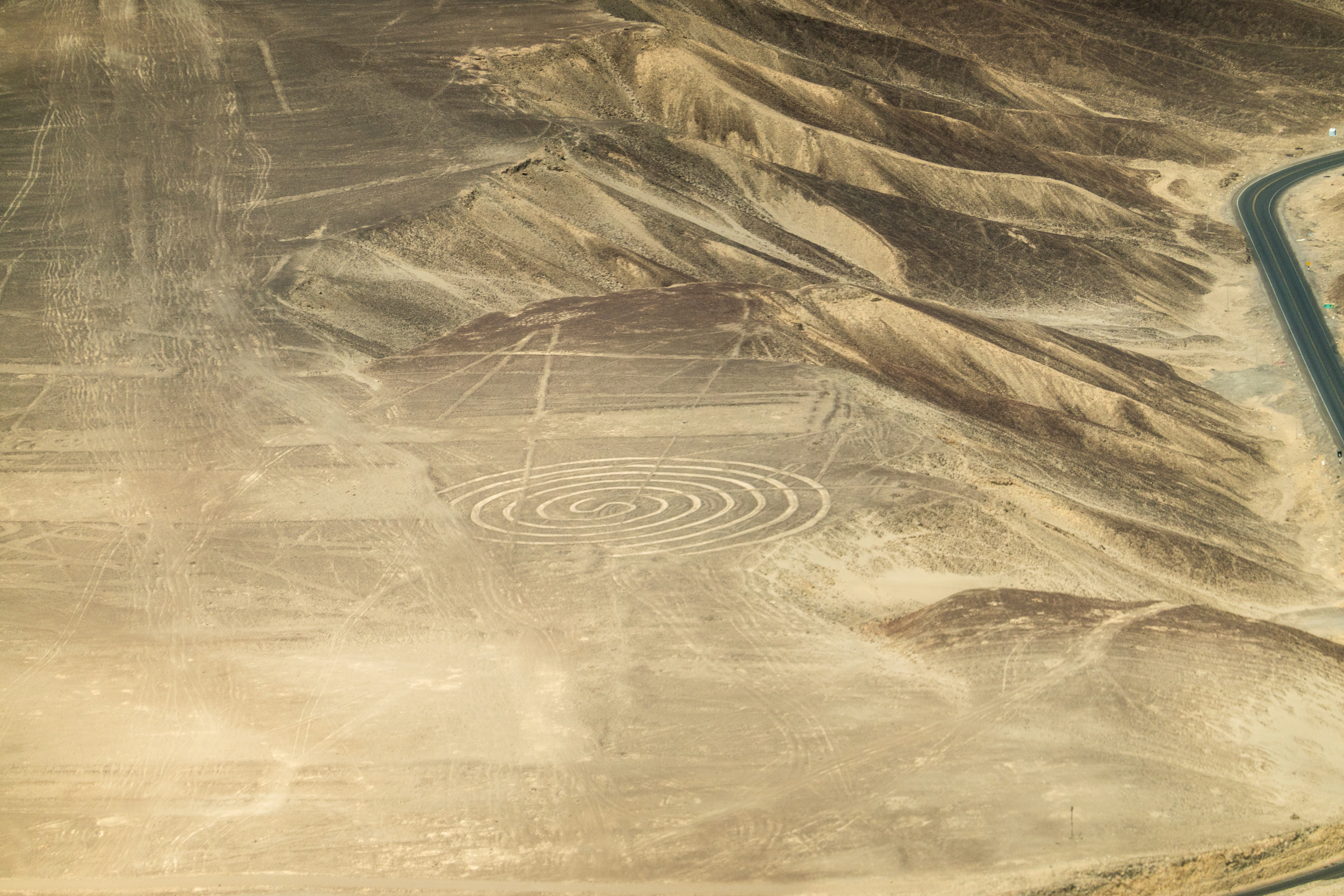
L'Espiral
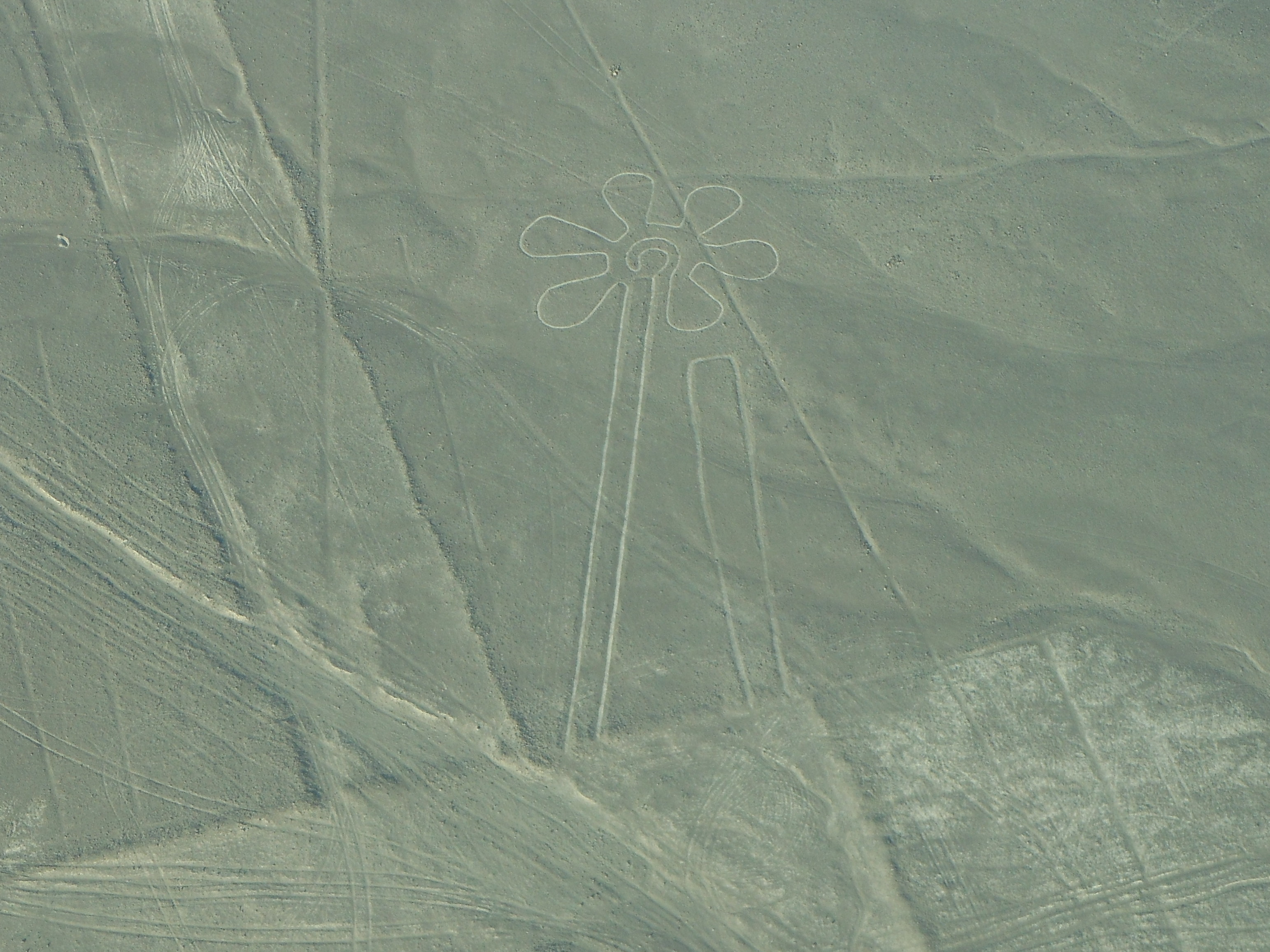
La Flor